# Monrovia (Kalifornien)
Monrovia ist eine Stadt im Los Angeles County im US-Bundesstaat Kalifornien, Vereinigte Staaten. Das U.S. Census Bureau hat bei der Volkszählung 2020 eine Einwohnerzahl von 37.931 ermittelt. Die Stadt liegt bei den Ausläufern der San Gabriel Mountains. Sie ist außerdem ein beliebter Drehort.  

## Geschichte

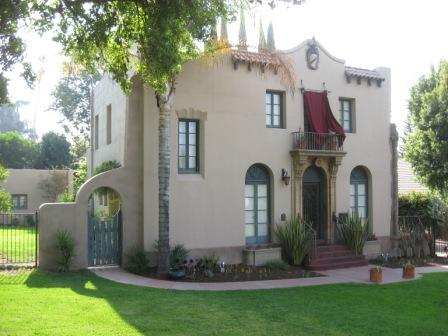
Das Upton Sinclair House

Monrovia ist nach Los Angeles, Santa Monica und Pasadena die viertälteste Stadt in Los Angeles County. Die Stadt wurde 1887 im Register eingetragen.
500 v. Chr. gründeten Tongva-Indianer Ansiedlungen im San Gabriel Valley. 1769, als Kalifornien unter spanischer Herrschaft war, kamen die ersten Europäer in das San Gabriel Valley. 1771 gründete dort der Franziskanerorden die Mission San Gabriel Arcángel, die den Tongva-Indianern den Ackerbau brachte. Nach der Mexikanischen Revolution von 1839 wurden die Länder der Mission verstaatlicht.
Der Ausbau der Santa Fe Railway und der Southern Pacific Railway nach Südkalifornien eröffnete dort neue Investitionsmöglichkeiten.
1903 erschien erstmals die Monrovia News. Im selben Jahr wurde die Pacific Electric Railway nach Los Angeles eröffnet.
Das Upton Sinclair House, das der Schriftsteller Upton Sinclair von 1942 bis 1966 bewohnte, ist ein National Historic Landmark (Wohnhaus in Privatbesitz).

## Söhne und Töchter der Stadt
- Ron Brown, Filmschauspieler

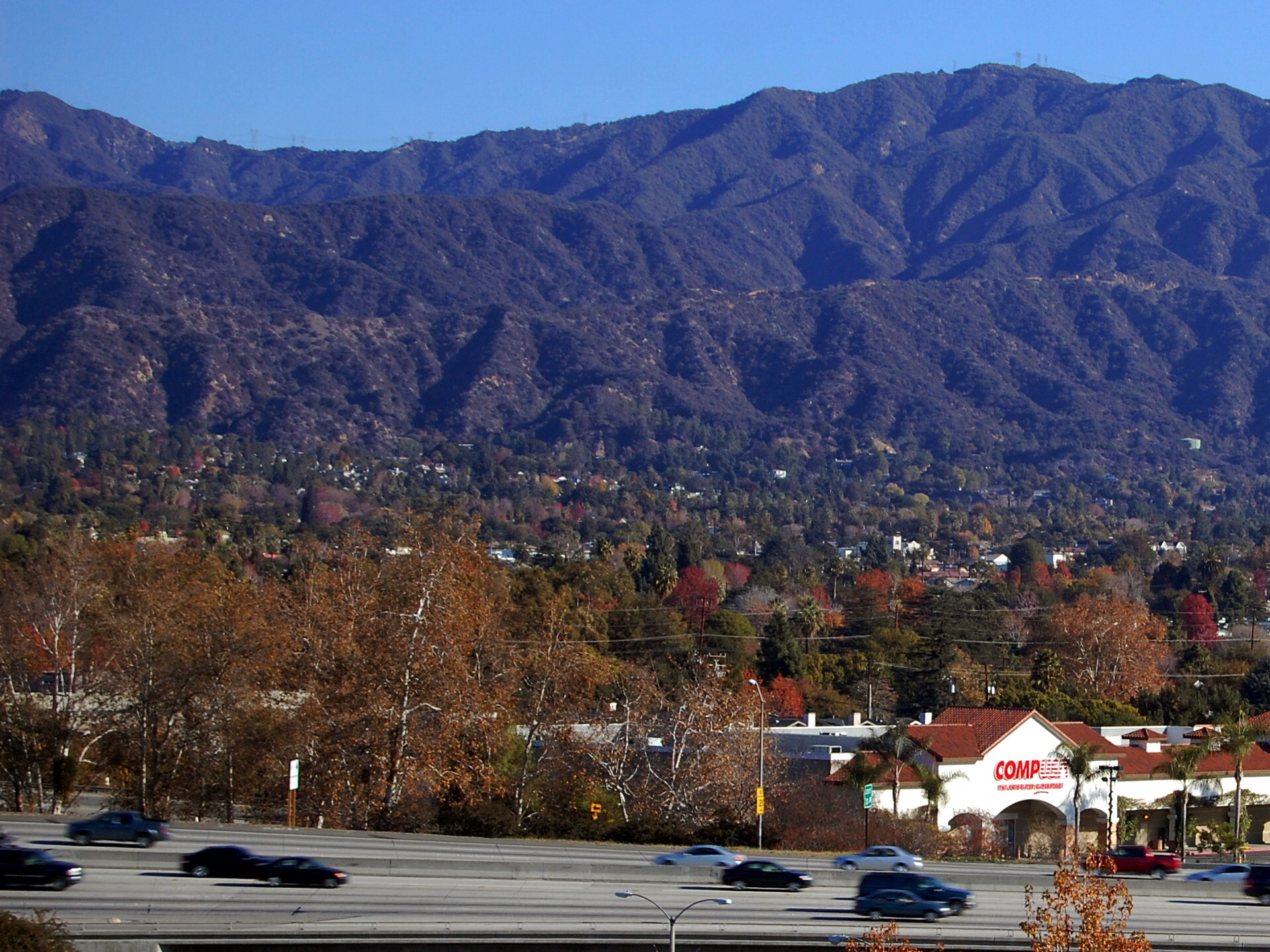
Interstate 210 in Monrovia mit den San Gabriel Mountains im Hintergrund.

- Velma Dunn (1918–2007), Wasserspringerin
- Jason Earles (* 1977), Filmschauspieler
- Harlan Ross Feltus (1939–2003), Künstler, Designer und Fotograf
- Mary Ford (1924–1977), Sängerin und Gitarristin
- Katlyn Johnson (* 1994), US-amerikanisch-mexikanische Fußballspielerin
- Richard Mountjoy (1932–2015), Politiker
- Juma Sultan (* 1942), Jazzmusiker
- Ashley Nick (* 1987), Fußballspielerin
- Upton Sinclair (1878–1968), Schriftsteller
- Jacob Smith (* 1990), Filmschauspieler

## Schulen
Die erste Schule in Monrovia wurde 1887 gebaut. 
Heutige Schulen in Monrovia sind:
- Bradoaks Elementary School
- Calvary Road Baptist Academy
- Canyon Early Learning Center
- Canyon Oaks High School
- Church of Nazadent
- Clifton Middle School
- First Lutheran School
- First Presbyterian Church Preschool
- Immaculate Conception School
- Mayflower Elementary School
- Monroe Elementary School
- Monrovia Community Adult School
- Monrovia High School
- Monrovia Mountain School
- Mt. Sierra College Trade College
- Plymouth Elementary
- Santa Fe Middle School
- Serendipity Early Care and Education Center
- Wild Rose Elementary
- Vista Ridge Academy

## Medien
- Pasadena Star News
- Mountain Views Newspaper
- San Gabriel Valley Tribune
- Monrovia Weekly
- KGEM-TV